# بسامه موچو (فیلم)
بسامه موچو (انگلیسی: Besame Mucho) فیلمی در ژانر رمانتیک است که در سال ۱۹۸۷ منتشر شد.